# Promachus adamsii
Promachus adamsii är en tvåvingeart som beskrevs av Ricardo 1920. Promachus adamsii ingår i släktet Promachus och familjen rovflugor. Inga underarter finns listade i Catalogue of Life.